# Club Deportivo Walter Ferretti
El Club Deportivo Walter Ferretti és un club nicaragüenc de futbol de la ciutat de Managua.

## Història
El club es fundà l'any 1987 amb el nom de MINT i era la secció esportiva de l'exèrcit nicaragüenc. L'any 1991, l'antic president Walter Ferretti va morir en accident de cotxe i el nom del club fou canviat en el seu honor.

## Palmarès
- Lliga nicaragüenca de futbol:[1]
  - 1998, 2001, 2015, 2017